# Anne de Ruiter
Anne de Ruiter (30 november 1999) is een wielrenner uit Nederland.
In 2017 werd De Ruiter nationaal kampioen tijdrijden bij de junioren.
In 2018 en 2019 reed zij voor Parkhotel Valkenburg.
Vanwege een eetstoornis besloot ze in 2019 te stoppen met wielrennen, en ging een opleiding verpleegkunde volgen.
De Boer · Van der Burg · Buysman · De Gast · Van Gogh · Hoeksma · Raaijmakers · Roberts · De Ruiter · Solovej · Stougje · Uiterwijk Winkel · Van Veen · Wiebes
Adegeest · De Boer · Buysman · Duyck · De Gast · Knetemann · F.Markus · Nagengast · Raaijmakers · De Ruiter · Swinkels · Uiterwijk Winkel · Van der Meer · Van Veen · Vollering · De Vuyst · Wiebes